# Eve Best

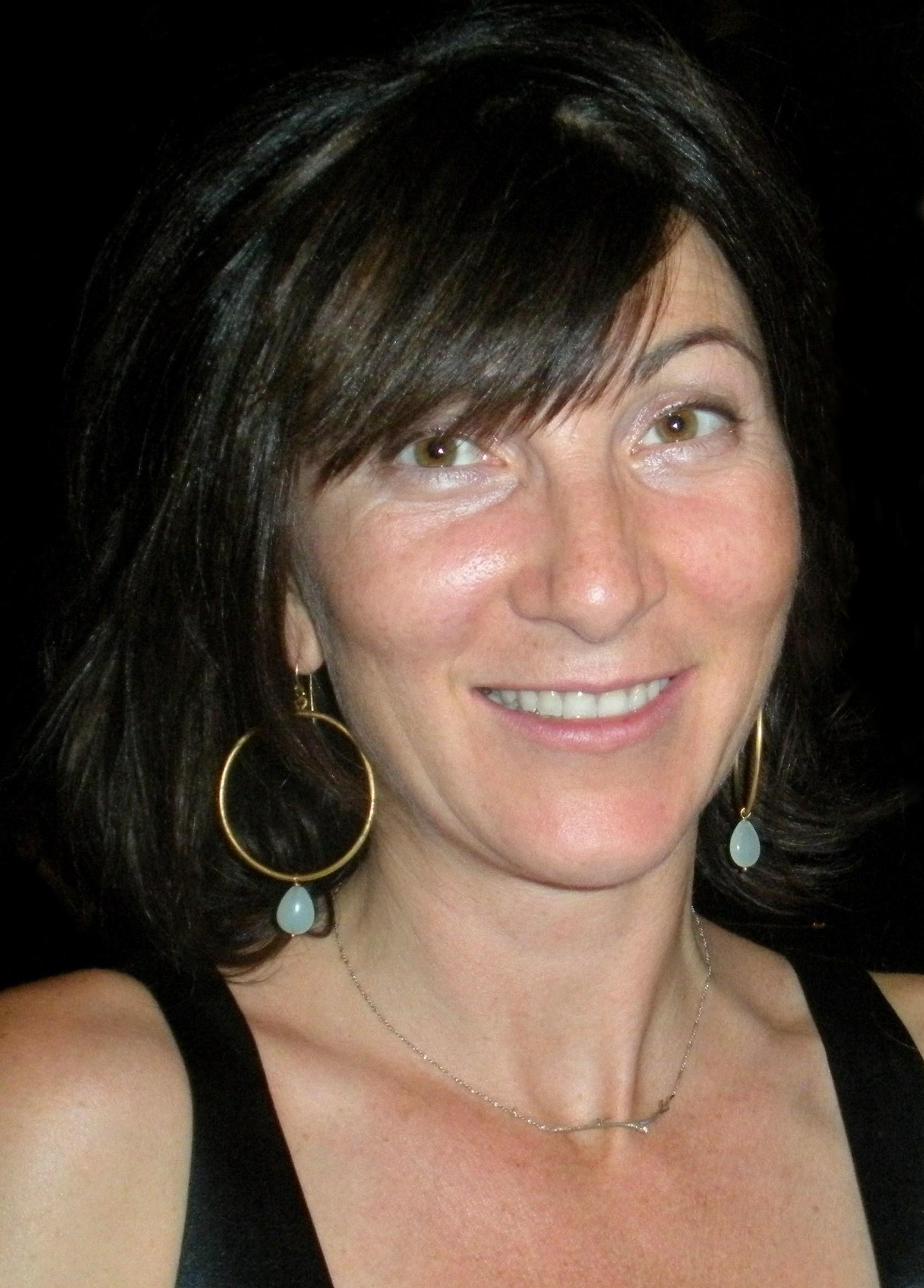
Eve Best (2010)

Emily „Eve“ Best (* 31. Juli 1971 in Ladbroke Grove) ist eine britische Schauspielerin und Theaterregisseurin. Bekannt wurde sie durch die Rolle der Dr. O’Hara in der von Showtime ausgestrahlten Fernsehserie Nurse Jackie und als Wallis Simpson im Film The King’s Speech.

## Leben und Karriere
Eve Best wuchs in Ladbroke Grove, London, auf und besuchte die Wycombe Abbey Girl’s School, bevor sie an der University of Oxford begann, Englisch zu studieren. Bereits mit neun Jahren stand sie mit der W11 Opera Children’s Opera Company in London auf der Bühne. Ihr Debüt gab sie als Beatrice in Viel Lärm um nichts, aufgeführt im Southwark Playhouse.
Später setzte sie an der Royal Academy of Dramatic Art (RADA) in London ihre Ausbildung fort, die sie 1999 abschloss. Für ihre Performance in ’Tis Pity She’s a Whore gewann sie zwei Newcomer-Preise, den Evening Standard und den Critics’ Circle. Sie übernahm den Vornamen ihrer Großmutter als Künstlernamen, da es bereits eine Emily Best in der British Actors’ Equity Association gab.
Es folgten Rollen auf verschiedenen großen Bühnen Londons und in New York, unter anderem im Dort Theatre, an dem sie zusammen mit Ian McShane, Raúl Esparza und Michael McKean auftrat, oder im Shakespeare’s Globe Theatre. Dort gab sie auch ihr Regiedebüt mit einer Inszenierung von Macbeth. Im Sommer 2014 spielte sie in Antonius und Cleopatra, wiederum am Shakespeare’s Globe Theatre, die Cleopatra.
Dem Fernsehpublikum bekannt wurde sie als Dr. Eleanor O’Hara in der Comedyserie Nurse Jackie (Showtime). Sie spielte Wallis Simpson, die Herzogin von Windsor, an der Seite von Colin Firth und Geoffrey Rush in The King’s Speech. Im BBC-Doku-Drama The Challenger, das sich mit den Hintergründen der Challenger-Katastrophe von 1986 auseinandersetzt, wirkte sie als Sally Ride an der Seite von William Hurt mit. Seit 2021 ist sie als Farah Dowling in der Serie Fate: The Winx Saga zu sehen.
Weitere Bekanntheit erlangte sie durch ihre Rolle als Rhaenys Targaryen in dem Game of Thrones Prequel House of the Dragon, in welchem sie für die ersten beiden Staffeln vor der Kamera stand.

## Filmographie
- 2000: The Bill (Fernsehserie, Episode 16x09)
- 2000: Casualty (Fernsehserie, Episode 14x26)
- 2001: The Infinite Worlds of H.G.Wells
- 2002: Ernest Shackleton (Shackleton, Miniserie)
- 2004: Lie With Me
- 2004: The Lodge (Kurzfilm)
- 2004: Waking the Dead – Im Auftrag der Toten (Waking the Dead, Fernsehserie, Episode 4x11)
- 2005: Inspector Lynley (Fernsehserie, Episode 4x01)
- 2006: Vital Signs (Fernsehserie, 6 Episoden)
- 2006: Prime Suspect: The Final Act (Fernsehfilm)
- 2009–2013: Nurse Jackie (Fernsehserie, 49 Episoden)
- 2010: The King’s Speech
- 2010: American Experience (Fernsehserie, Episode 22x04)
- 2010: The Shadow Line (Fernsehserie, 3 Episoden)
- 2012: Up All Night (Fernsehserie, 2 Episoden)
- 2013: The Challenger
- 2014: Unity (Dokumentarfilm)
- 2014: New Worlds (Fernsehserie, 3 Episoden)
- 2014: The Honourable Woman (Fernsehserie, 8 Episoden)
- 2016–2017: Stan Lee’s Lucky Man (Fernsehserie)
- 2021: Fate: The Winx Saga (Fernsehserie)
- 2022–2024: House of the Dragon (Fernsehserie)
- seit 2023: Maryland (Fernsehserie, momentan nur in UK erhältlich)
- 2023: The Crown (Fernsehserie, 2 Episoden)

## Auszeichnungen
- 2003: London Critics’ Circle Theatre Award als Beste Schauspielerin für „Mourning Becomes Electra“ (aufgeführt am Royal National Theatre)
- 2005: Olivier Award für Beste Schauspielerin für die Titelrolle in „Hedda Gabler“
- 2006: Olivier Award für Beste Schauspielerin, nominiert für „A Moon for the Misbegotten“ (aufgeführt im Old Vic Theatre in London)
- 2007: Tony Award Beste Schauspielerin in Drama, nominiert für „A Moon for the Misbegotten“ (aufgeführt im Old Vic Theatre in London)
- 2008: Tony Award Beste Schauspielerin in Drama, nominiert für „The Homecoming“